# Short Sperrin
Lo Short SA.4 Sperrin (dal nome dei Monti Sperrin, situati nella contea di Londonderry), è stato un bombardiere britannico a reazione progettato dalla ditta di costruzioni aeronautiche Short Brothers & Harland di Belfast verso la fine degli anni quaranta del XX secolo, e volò per la prima volta nel 1951. Fin dall'inizio il progetto fu visto dall'Air Ministry come un'opzione di ripiego nel caso in cui i più avanzati bombardieri strategici in corso di realizzazione per la Royal Air Force, serie V-Bomber, dotati di ala a freccia e armamento nucleare, avessero incontrato seri problemi di sviluppo. La produzione dell'aereo fu cancellata quando divenne disponibile il più avanzato Vickers Valiant, e i due prototipi realizzati furono impiegati in una serie di attività sperimentali di raccolta dei dati sulle prestazioni in volo dei velivoli a reazione di grandi dimensioni, e per lo sviluppo dei nuovi turboreattori ad alte prestazioni.

## Storia del progetto
L'11 agosto 1947 l'Air Ministry emise la specifica B.14/46 riguardante un bombardiere a medio raggio ("medium-range bomber landplane") che potesse portare 4 500 kg di bombe a 2 780 km di distanza partendo da un qualsiasi aeroporto del mondo, e con la clausola che l'aereo fosse di semplice manutenzione al fine di poterlo rischierare in basi avanzate all'estero. I requisiti includevano anche un peso massimo al decollo di 64 tonnellate. La successiva specifica B.35/46 prevedeva un velivolo con peso a pieno carico inferiore ai 45 000 kg, una velocità massima di 930 km/h e una tangenza di 15 000 m. Questa nuova specifica diede il via alla progettazione di alcuni tipi di velivoli, che entrarono in servizio nella Royal Air Force come V-Bomber, costituendo per un certo periodo l'unico mezzo di trasporto del deterrente nucleare della Gran Bretagna.
Dopo la fine della seconda guerra mondiale il governo e le autorità militari inglesi ritennero che la Gran Bretagna dovesse possedere una propria forza da bombardamento strategico, indipendente da quella americana, al fine di trasportare il deterrente nucleare britannico. 
Nel 1948 l'Air Ministry emise la nuova specifica B.35/46 per un avanzato bombardiere a reazione, che doveva possedere prestazioni uguali a quelle dei corrispondenti modelli in servizio o in fase di sviluppo in Unione Sovietica e negli USA. I requisiti esatti prevedevano un peso a pieno carico inferiore ai 45 360 kg (100 000 libbre), la capacità di colpire un bersaglio a 2 800 km (1 500 miglia nautiche) di distanza volando ad una velocità di 930 km/h, e raggiungendo una tangenza massima di 15 000 m. L'aereo doveva essere di facile manutenzione al fine di essere rischierato in basi estere, e doveva essere capace di trasportare nella stiva una bomba nucleare del peso massimo di 4 500 kg, lunga 9,1 m e del diametro di 3,0 m.
Tuttavia l'Air Ministry si accorse che le aziende inglesi avrebbero potuto avere difficoltà a rispondere ai requisiti previsti dalla specifica B.35/46, e riprese in considerazione la precedente B.14/46, considerata una sorta di assicurazione in caso di fallimento dei nuovi tipi di bombardieri allora in fase di sviluppo, il Vickers Valiant, l'Avro Vulcan e l'Handley Page Victor.
La B.14/46 (Operational Requirement OR.239) emessa l'11 agosto 1946 prevedeva un aereo meno ambizioso rispetto a quello previsto dalla B.35/46, di tipo convenzionale con le ali senza freccia e prestazioni ridotte, con una velocità massima di 805 km/h a 12 000 m, una autonomia di 8 045 km e una tangenza massima tra gli 11 000 e i 14 000 m. Secondo gli storici dell'aviazione Bill Gunston e Peter Gilchrist la mancata adozione dell'ala a freccia era strana per l'epoca, ed era stata richiesta al fine di potere adottare tale velivolo il più rapidamente possibile. 
Al nuovo requisito risposero quattro aziende, ed al termine della selezione preliminare fu giudicato vincente il progetto della Short Brothers and Harland Ltd. di Belfast, che ottenne un ordine per la costruzione di due prototipi e una cellula per le prove statiche. Il progetto noto internamente come SA.4, ottenne la designazione ufficiale di "Sperrin" e quando fu considerata la possibilità di avviare la produzione si decise che i due prototipi dovessero servire come modello per gli eventuali esemplari di serie, ma tale decisione rallentò la loro costruzione. Secondo gli autori Bill Gunston e Peter Gilchrist se fosse stato emesso un ordine di produzione immediato, il primo squadron di SA.4 "Sperrin" avrebbe raggiunto la capacità operativa iniziale (IOC) entro la fine del 1953.

## Tecnica
Lo "Sperrin" era un bombardiere monoplano ad ala media dritta quadrimotore, con l'equipaggio, formato da 5 elementi, pilota, copilota, navigatore, bombardiere e operatore radio, alloggiato in una cabina di pilotaggio pressurizzata, posta nella parte anteriore della fusoliera. Il pilota era l'unico membro dell'equipaggio a disporre di un seggiolino eiettabile Martin-Baker, che usciva dall'alto sfondando un apposito pannello, mentre gli altri membri dell'equipaggio abbandonavano il velivolo tramite una apposita botola situata sotto la console del navigatore. Pilota a copilota sedevano affiancati, mentre gli altri tre membri dell'equipaggio disponevano di postazioni singole, poste dietro ai sedili dei piloti e rivolte all'indietro.
L'addetto allo sgancio delle bombe disponeva di una propria postazione, dove si posizionava prono, per lo sgancio degli ordigni, posta sopra il radome del radar di navigazione, dotata di una piatta finestra con vetri opacizzati e collegata al compartimento dell'equipaggio da un tubo cilindrico anch'esso pressurizzato. Sotto la postazione del bombardiere si trovava l'alloggiamento del radar di navigazione H2S Mk.9 ricoperto da un radome di vetroresina.
La cellula era realizzata in gran parte in alluminio, principalmente in lega 75ST, con il rivestimento esterno dell'aereo molto pulito, al fine di garantire una bassa resistenza aerodinamica.
Il bordo di uscita alare aveva semplici flap tra fusoliera e gondole motore e grandi alettoni all'esterno di essa; i flap incorporavano freni aerodinamici, rimpiazzati da freni ad azionamento idraulico (split-brakes) poco prima del primo volo.

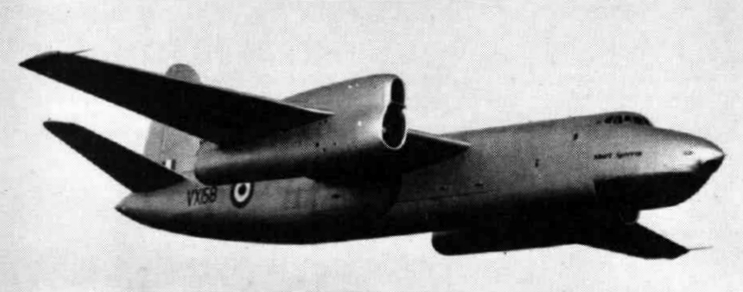
Uno Short Sperrin in volo, 1956

Il carrello d'atterraggio ad azionamento idraulico fornito dalla ditta British Messier  era di tipo triciclo anteriore, formato da una gamba anteriore, rientrante all'interno della fusoliera per rotazione all'indietro, dotata di due ruote sterzabili Dunlop, mentre i due carrelli laterali, rientranti negli appositi alloggiamenti alari per rotazione laterale, disponevano di due coppie di ruote ognuno. La rete elettrica continua di bordo per l'azionamento dei vari sistemi funzionava a 24/28 volt, mentre la pressurizzazione della cabina di pilotaggio e la ventilazione erano mantenuti da due appositi compressori Type George Marshall azionati da due motori posti nelle ali.
I quattro motori a turbogetto Rolls-Royce Avon RA.3 erano posizionati, a coppie, uno sopra l'altro, in due gondole motori posizionate a metà dell'ala. Ognuno dei propulsori forniva una spinta di 2 944 kg (29,0 kN). Per l'alimentazione vi erano un totale di 22 serbatoi, 14 posti all'interno delle ali e 8 in fusoliera, contenenti un totale di 6 170 galloni imperiali di carburante  (28 185 litri). Tali serbatoi venivano sempre mantenuti pressurizzati anche quando erano vuoti al fine di evitare il loro collasso durante le picchiate o nelle manovre evasive ad alta velocità. Sull'esemplare VX 158 fu installato a titolo sperimentale un propulsore De Havilland Gyron Gy1 erogante 66,7 kN (15 000 lbf) posto nella gondola sinistra, sotto il motore Avon RA.2. In seguito furono installati, uno per ogni gondola, e sempre in posizione inferiore, due turboreattori De Havilland Gyron Gy2 da 89 kN (20 000 lbf) combinati con due turbogetti Avon RA.2.
L'armamento era costituito da carichi di caduta fino ad un massimo di 9.000 kg (20 000 lb) ed era prevista la possibilità di trasportare ordigni nucleari. Nessun tipo di armamento fu mai installato nei due prototipi, né alcun tipo di contromisure elettroniche, ma secondo gli autori Bill Gunston e Peter Gilchrist la capacità massima di 20 000 lb avrebbe potuto essere ulteriormente aumentata.

## Impiego operativo
Il primo prototipo (matricola VX158), equipaggiato con propulsori Rolls-Royce Avon RA.2 da 6,000 lbf (27 kN) di spinta, volò per la prima volta l'11 agosto 1951 nelle mani del collaudatore Tom Brooke-Smith.  Proprio in quel periodo l'Air Ministry stabilì, alla luce delle più recenti informazioni, e visto che il progetto del Vickers Valiant procedeva come stabilito ed aveva solo sei mesi di ritardo rispetto allo Sperrin, di annullare la richiesta del velivolo Short e di impiegare i due esemplari ordinati come aerei sperimentali. Il secondo prototipo (VX161) volò per la prima volta il 12 agosto 1952, dotato dei più potenti motori Avon RA.3 da 2 944 kg/s (29 kN), nelle mani del collaudatore militare, Sqn Ldr "Wally" Runciman coadiuvato dall'ingegnere di volo Malcolm Wild. 
I due Sperrin furono utilizzati per una varietà di prove sperimentali nel corso degli anni cinquanta, tra i quali la sperimentazione dei radar e delle attrezzature per il bombardamento da installare sul bombardieri della serie V-Bomber. 
L'esemplare VX158 fu utilizzato come banco di prova volante per il motore a turbogetto De Havilland Gyron capace di erogare 15 000 lbf (67 kN) di spinta. Il Gyron Gy1 sostituì il motore Avon inferiore nella gondola sinistra (vedi immagine), e l'aereo in questa configurazione volò per la prima volta il 7 luglio 1955 nelle mani dei collaudatori "Jock Eassie" e Chris Beaumont. I test con questa configurazione asimmetrica dei propulsori continuarono fino al marzo 1956, quando il Gyron Gy1 fu rimosso, e vennero installati due motori Gyron Gy2 da 20 000 lbf (89 kN) di spinta montati, uno per ogni gondola motore, al di sotto degli Avon RA.2 originali.

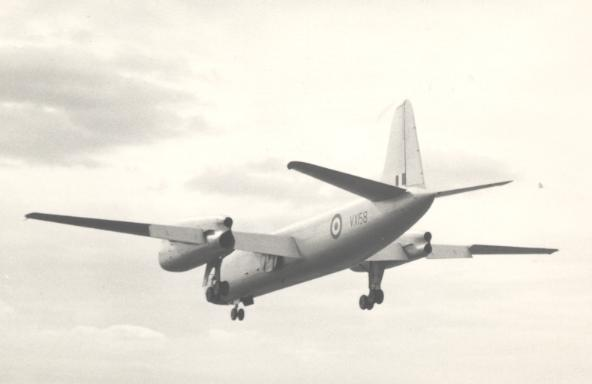
Lo Short Sperrin VX158 in atterraggio a Farnborough durante lo SBAC Show nel settembre 1955. Notare il motore Gyron GY1 installato nella parte bassa della gondola motori sinistra.

In questa configurazione il VX158 volò per la prima volta il 26 giugno 1956 con ai comandi i collaudatori "Jock" Eassie e Chris Beaumont. Durante questo volo il pannello che copriva il carrello esterno si staccò, e l'esemplare VX161 fu portato in volo da Farnborough per utilizzare quello corrispondente e riparare il VX158. Il secondo prototipo VX161 non volò mai più, e fu demolito a Sydenham nel 1957. Lo Sperrin VX158 fu esibito al Farnborough Airshow del 1956, con installati due Avon RA.2 e due Gyron GY2, ma sei mesi dopo il programma del motore Gyron fu definitivamente bloccato e l'aereo fu demolito a Hatfield nel 1958.
Una fotografia dell'esemplare VX158 con entrambi i motori Gyron GY2 montati può essere vista sul libro Shorts Aircraft since 1900 di C.H .Barnes e Derek N. James. Sull'esemplare VX161, che disponeva di una stiva bombe pienamente operativa, furono condotti studi relativi alla forma, con l'impiego di un relativo mock-up,  della bomba nucleare MC. Mk.1 Blue Danube e della bomba planante a guida televisiva Blue Boar.

## Utilizzatori
Regno Unito
- Royal Air Force

### Annotazioni
1. ↑  Pilota, copilota, bombardiere, navigatore e operatore radio.
2. ↑  Designata "special" nel gergo RAF.
3. ↑  Tra di esse sono noti il Type 172 della Bristol e l'HP.72A dell'Handley Page. Quest'ultimo adottava diverse soluzioni d'avanguardia tra cui le "winglets" alle estremità alari.
4. ↑  Secondo gli autori Bill Gunston e Peter Gilchrist il risultato della selezione fu "sorprendente", e il progetto della Short vinse apparentemente per pura fortuna.
5. ↑  La ditta Messier forniva anche altre parti di apparecchiature del velivolo.
6. ↑  Per la sua motorizzazione era stata inizialmente considerata l'adozione di otto turboeliche Bristol Proteus.
7. ↑  Sqn Ldr W.J. Runciman, AFC, DFM.

### Fonti
1. ↑  Mason 1994, p. 381.
2. ↑  Wood 1975, p. 30.
3. ↑  Gunston 1980, p. 341.
4. 1 2 3 4  Sgarlato, Viola 2015, p. 4.
5. ↑  Wynn 1994, p. 47.
6. 1 2  Sgarlato, Viola 2015, p. 3.
7. ↑  Wynn 1994, pp. 48-49.
8. 1 2 3 4  Gunston, Gilchrist 1993, p. 81.
9. 1 2 3  Flight and Aircraft Engineer n.2535, 17 December 1954, p. 869.
10. 1 2 3  Flight and Aircraft Engineer n.2535, 17 December 1954, p. 873.
11. 1 2 3  Flight and Aircraft Engineer n.2535, 17 December 1954, p. 872.
12. 1 2 3 4  Gunston, Gilchrist 1993, p. 82.
13. ↑  Gunston, Gilchrist 1993, pp. 82-83.
14. 1 2 3  Gunston, Gilchrist 1993, p. 84.
15. ↑  Flight and Aircraft Engineer n.2535, 17 December 1954, p. 870.
16. ↑  Gunston, Gilchrist 1993, pp. 83-84.
17. 1 2  Flight and Aircraft Engineer n.2535, 17 December 1954, p. 871.
18. 1 2 3  Gunston, Gilchrist 1993, p. 83.
19. ↑  Wynn 1994, p. 54.
20. 1 2 3  Barnes, James 1994, p. 429.
21. ↑  Barnes, James 1994, p. 431.